# Fornószeg
Fornószeg (szlovákul Tepličky, korábban Fornosek) község Szlovákiában, a Nagyszombati kerületben, a Galgóci járásban.

## Fekvése
Galgóctól 7 km-re északkeletre fekszik.

## Története
Valószínűleg már az i. e. 3000 körüli időben éltek a község területén emberek. Kičir nevű határrészén mamutot ástak ki, melyet ma a pöstyéni őstörténeti múzeumban őriznek. Területén 1996-ban II. Claudius Gothicus császár idejéből, a 268. évből származó római érméket találtak, ezeket a galgóci múzeumban őrzik.
1113-ban Fornoseg alakban említik először. A falu neve onnan származik, hogy területén három melegvizű forrás is található.
Vályi András szerint "FORNASZEG. Tót falu Nyitra Vármegyében, földes Ura Gróf Bossányi Uraság, lakosai katolikusok, határja közép termékenységű, fája, réttye, legelője van."
Fényes Elek szerint "Fornoszegh, falu, Nyitra vármegyében, Galgóczhoz egy órányira: 216 kath., 9 evang., 18 zsidó lak. F. u. többen."
A trianoni békeszerződésig Nyitra vármegye Galgóci járásához tartozott.
Önkéntes tűzoltó egyesülete 1933-ban alakult. Utolsó birtokosai a Dobiás és Szörényi családok voltak. 1952-ben a faluban tűz ütött ki, melyben öt pajta égett le. A község 1970 és 1989 között közigazgatásilag a szomszédos Felsőatrakhoz tartozott.

## Népessége
| Év:            | 1994. | 2004.   | 2014.    | 2024.   |
| -------------- | ----- | ------- | -------- | ------- |
| Emberek száma: | 265   | 275     | 310      | 317     |
| Eltérés:       |       | +3,77 % | +12,72 % | +2,25 % |

| Év:            | 2023. | 2024.   |
| -------------- | ----- | ------- |
| Emberek száma: | 318   | 317     |
| Eltérés:       |       | -0,31 % |

1910-ben 381, túlnyomórészt szlovák anyanyelvű lakosa volt.
2001-ben 250 lakosából 249 szlovák volt.
2011-ben 286 lakosából 277 szlovák volt.

## Nevezetességei
- Klasszicista stílusban készült Szentháromság kápolnája a 19. század első felében, 1834-ben épült.

## Külső hivatkozások
- Hivatalos oldal
- Községinfó
- Fornószeg Szlovákia térképén
- E-obce.sk